# Povoação do Chunambeiro

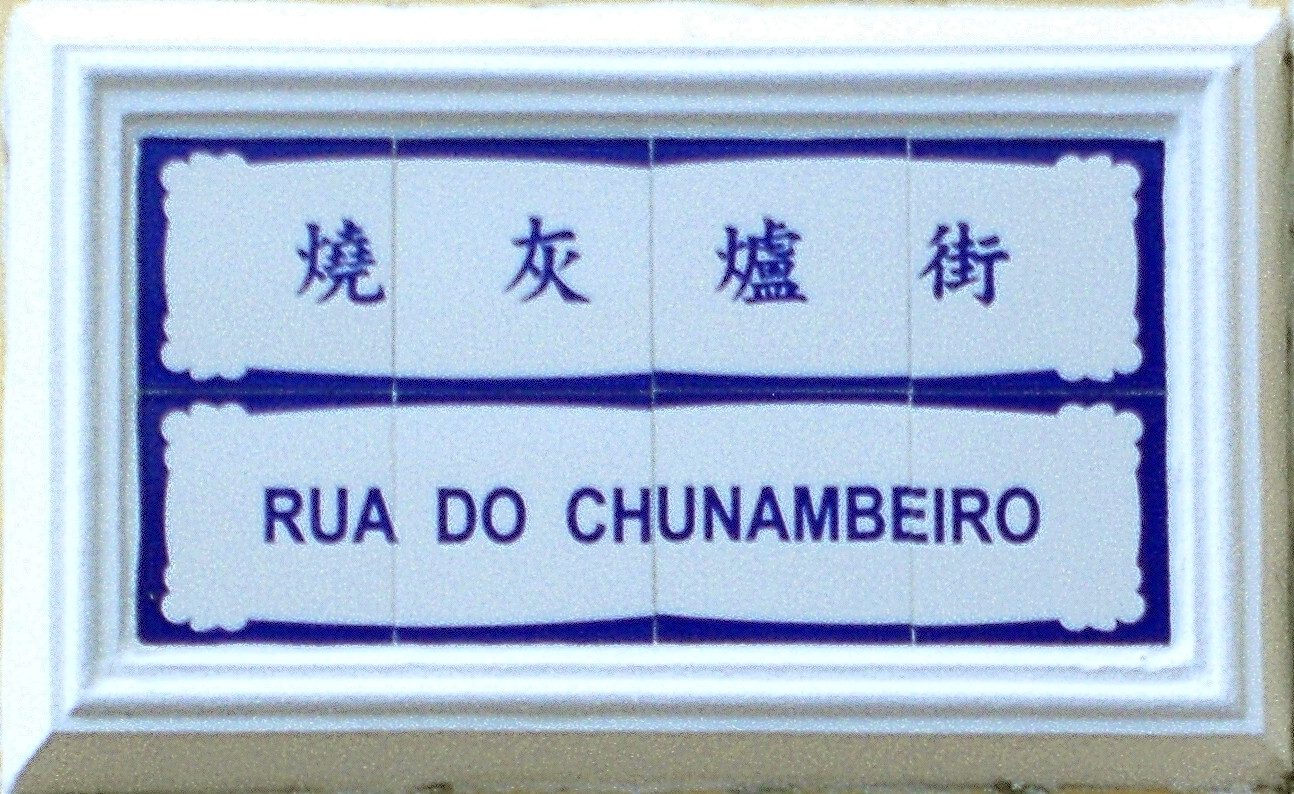
Placa de Rua do Chunambeiro de Povoação do Chunambeiro

A Povoação do Chunambeiro (em chinês tradicional: 燒灰爐村) e uma antiga aldeia desaparecida em Macau, localizada a leste da freguesia de São Lourenço na Península de Macau. O nome vem do fogão original usado para queimar conchas de ostras em cinzas brancas (mineral inorgânico contendo cálcio composto principalmente de óxidoss e hidróxido) como material de construçcão. A vila foi ocupada pelos portugueses por volta do século XVI. Em 1910, a vila desapareceu oficialmente. Mais tarde, surgiram parques, e escolas, e a área circundante também foi reconstruída. Até agora, a margem oposta à residência também foi preenchida.

## História
Antes da chegada dos portugueses, a Povoação do Chunambeiro era originalmente um cardume. Os moradores da vila são em sua maioria pescadores e posseiros. Há dezenas de bangalôs. Perto do bangalô, há também um fogão fora da Taipa. Além de pescar para viver, os aldeões tentam coletar amêijoas da água nas marés iniciais e tardias, pois ostras e amêijoas frescas ocasionalmente aparecem em pilhas de areia nas águas rasas.
Em 1557, o governo da Dinastia Ming aprovou que os portugueses construíssem uma fábrica em Nam Van, Macau. Mais tarde, os portugueses ocuparam a vila e expulsaram os pescadores da vila.
Durante o período do Tianqi (1621-1627), porque os Países Baixos atacaram Macau, os portugueses construíram um forte no sopé do lado sul do extremo leste do atual Calçada do Bom Parto para se defender contra os invasores holandeses.
Desde o reinado de Tongzhi da Dinastia Qing (a partir de 1862), o governo luso-macau abriu estradas ao longo da costa de Nam Van, e a Aldeia do Povoação do Chunambeiro foi gradualmente abandonada ao mesmo tempo.
Em 1910, as autoridades abriram a Avenida da República a ao longo da costa de Sai Van (Praia de Bom Parto) e, ao mesmo tempo, a maioria das casas da Povoação do Chunambeiro foram demolidas e muitas ruas também foram canceladas. também usado como uma estrada. Povoação do Chunambeiro desapareceu oficialmente.